# No More Tears
No More Tears — музичний альбом співака Оззі Осборна, виданий в 1991 році. Найвідоміший хіт в альбомі — «Mama, I'm Coming Home». Співавторами пісень виступили гітарист Закк Вайлд і лідер гурту Motörhead Леммі Кілмістер.

## Список пісень
| #     | Назва                              | Автор                                             | Тривалість |
| ----- | ---------------------------------- | ------------------------------------------------- | ---------- |
| 1.    | «Mr. Tinkertrain»                  | Оззі Осборн, Закк Вайлд, Ренді Кастілло           | 5:57       |
| 2.    | «I Don't Want to Change the World» | Осборн, Вайлд, Кастілло, Леммі Кілмістер          | 4:06       |
| 3.    | «Mama, I'm Coming Home»            | Осборн, Вайлд, Кілмістер                          | 4:12       |
| 4.    | «Desire»                           | Осборн, Вайлд, Кастілло, Кілмістер                | 5:45       |
| 5.    | «No More Tears»                    | Осборн, Вайлд, Кастілло, Майк Айнез, Джон Перделл | 7:24       |
| 6.    | «S.I.N.»                           | Осборн, Вайлд, Кастілло                           | 4:47       |
| 7.    | «Hellraiser»                       | Осборн, Вайлд, Кілмістер                          | 4:53       |
| 8.    | «Time After Time»                  | Осборн, Вайлд                                     | 4:20       |
| 9.    | «Zombie Stomp»                     | Осборн, Вайлд, Кастілло                           | 6:14       |
| 10.   | «A.V.H.»                           | Осборн, Вайлд, Кастілло                           | 4:13       |
| 11.   | «Road to Nowhere»                  | Осборн, Вайлд, Кастілло                           | 5:11       |
| 57:02 |                                    |                                                   |            |

| Бонус-треки перевидання 2002 року | Бонус-треки перевидання 2002 року | Бонус-треки перевидання 2002 року | Бонус-треки перевидання 2002 року |
| #                                 | Назва                             | Автор                             | Тривалість                        |
| --------------------------------- | --------------------------------- | --------------------------------- | --------------------------------- |
| 12.                               | «Don't Blame Me»                  | Осборн, Вайлд, Кастілло           | 5:06                              |
| 13.                               | «Party with the Animals»          | Осборн, Вайлд, Кастілло           | 4:17                              |

## Позиції в чартах
| Чарт            | Позиція |
| --------------- | ------- |
| Австралія       | 49      |
| Велика Британія | 17      |
| Канада          | 17      |
| Нідерланди      | 67      |
| Німеччина       | 24      |
| Нова Зеландія   | 12      |
| Норвегія        | 12      |
| США             | 7       |
| Швейцарія       | 37      |
| Швеція          | 25      |
| Японія          | 26      |